# ماواستوو
ماواستوو (به لاتین: Małastów) یک روستا در لهستان است که در گمینا سنکووا واقع شده‌است.